# 96 (عدد)
96 (ستة وتسعون) هو عدد طبيعي يلي العدد 95 ويسبق العدد 97.